# Niels Aagaard
Pour les articles homonymes, voir Aagaard.
Niels Lauridsen Aagaard ou Nicolas Aagaard, né en 1612 à Viborg et mort en janvier 1657, est un professeur, bibliothécaire, poète, philosophe, théologien, prêtre et écrivain danois. Il est le frère de Christian Aagaard.

## Biographie
Né en 1612 à Viborg, Niels Aagaard est le frère aîné de Christian Aagaard. Il est le fils de Laurids Jensen Aagaard († 1628), un prédicateur travaillant à Viborg, et de Maren Andersdatter Schytte († après 1657).
Niels Aagaard étudie à l'université de Copenhague, est devient baccalaureus en 1634 et voyage dans les plus importants pays européens de 1637 à 1640 pour élargir ses connaissances. Il visite notamment les universités de Franeker, Leyde, Oxford et Cambridge. De retour au Danemark, il obtient une maîtrise en 1641 et occupe le poste de recteur de Herlufsholm de 1641 à 1645.
D'abord ministre protestant à Faxoe en 1645, il est, à partir de 1647, professeur d'éloquence et bibliothécaire à Soroe. À partir de 1650 il est bibliothécaire à l'académie de Soro.
Niels Aagaard est l'époux de la veuve Barbara Pedersdatter († 1654).
Il meurt le 22 ou le 23 janvier 1657.

## Œuvres
Niels Aagaard a écrit de nombreux poèmes en latin et en grec, ainsi que des écrits mineurs critiques et philologiques en latin, entre autres sur Tacite, Ammien Marcellin et le style du Nouveau Testament. Il a également écrit le traité politique De Optima regendae reipublicae forma (Sorø 1653), un discours panégyrique sur le roi danois Christian IV et un traité sur la lettre Digamma (Sorø 1655). 
- des opuscules de philologie, sur Tacite, sur Ammien Marcellin, sur le style du Nouveau Testament[4]
- De optima regendœ reipublicœ, un écrit politique (1653)[4]
- Animadversiones in Ammianum Marcellinum contra Boxhorn (Sorø 1654)[1]
- De optimo genere oratorum[1]
- De stylo Novi Testamenti[1]
- De usu Syllogismi in theologia[1]
- Prolusiones in Tacitum (Sorø 1655)[1]
- De nido phoenicis[1]
- De ignibus subterraneis[1]
- Animadversiones in Ammianum Marcellinum contra Boxhorn (Sorø 1654)